# Szávatanya
Szávatanya (románul Straja) falu Romániában, Kolozs megyében. Közigazgatásilag Kolozs községhez tartozik.

## Fekvése

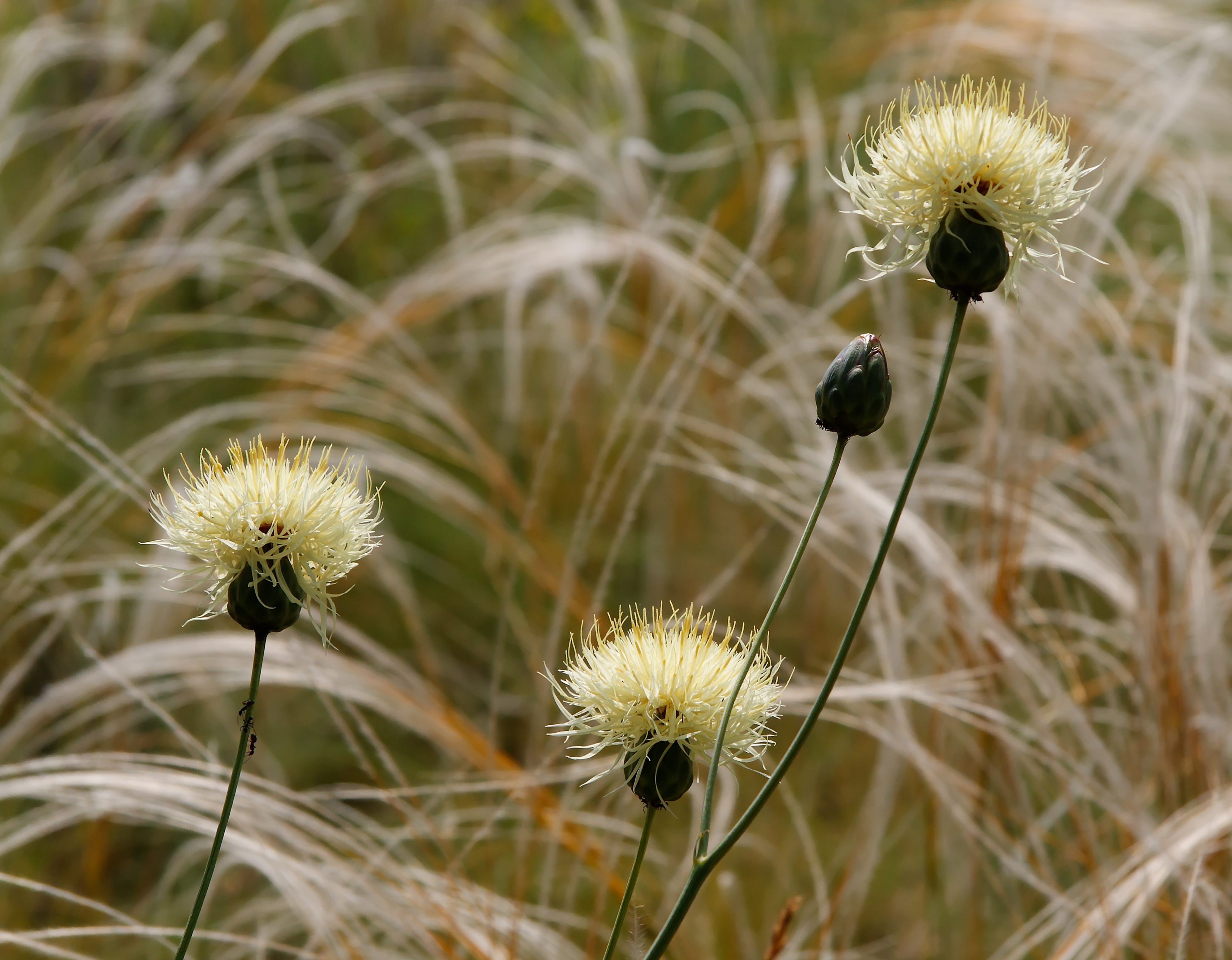
Rutén imola

A Szamosmenti-hátságon helyezkedik el, a község központjától, Kolozstól délkeletre. A falunak nincs közvetlen összeköttetése a község központjával. Közúton Bósi alagút irányából a DN1C főútból leágazó DC 78-as községi úton közelíthető meg.
Szávatanya egyike annak a három erdélyi falunak, ahol megtalálható a rutén imola (Centaurea ruthenica). Ez a három falu a faj elterjedésének legnyugatibb térsége.
A falu területén bukovinai földikutya (Spalax graecus) populáció él.

## Története
A falu a trianoni békeszerződés előtt Kolozs vármegye Mocsi járásához tartozott. 1956-ig Mezőőr része volt. 1956-ban 372, 1966-ban 302, 1977-ben 295, 1992-ben 41, 2002-ben 129 lakosa volt, valamennyien románok. 2002-ben a lakosság túlnyomó többsége, 127 fő a román ortodox egyháztagja volt. A településnek nincs temploma, a hívők a mezőőri egyházközséghez tartoznak. 1989 előtt a települést lebontásra javasolták.
A faluban 2008-ban nem volt óvoda és önálló iskola; a kolozsi nyolcosztályos általános iskolának egy alegysége működött a településen. Egy 2009-es kormányrendelet a falut azok közé a települések közé sorolta, ahol a képesített pedagógusok 2010-től kezdődően 15%-kal megemelt illetményt kaptak. 2016-ban nem volt a faluban vezetékes ivóvíz.